# Saint-Saturnin, Charente
Saint-Saturnin là một xã ở tỉnh Charente phía tây nước Pháp. Xã này có diện tích 13,38 km², dân số năm 1159 1999 là người. Khu vực này có độ cao 102 mét trên mực nước biển.